# Erlabrunn
Erlabrunn é um município da Alemanha, situado no distrito de Würzburgo, no estado da Baviera. Tem 4,01 km² de área, e sua população em 2019 foi estimada em 1.792 habitantes.